# Arató Miklós Orbán
Vitéz Arató Miklós Orbán (Pécs, 1923. július 5. – Pécs, 2003. október 16.) ciszterci rendi szerzetes, pécsi házfőnök.

## Élete
A pécsi Ciszterci Nagy Lajos Gimnáziumban érettségizett kitűnő eredménnyel 1941-ben. 1944-ben Franciaországban hadifogságba esett. 1947-ben a pécsi Erzsébet Tudományegyetemen jogi doktorátust szerzett Sub Laurea Almae Martris, majd felvételt nyert a ciszterci rendbe Zircen. A budapesti Hittudományi Akadémia elvégzése után 1951-ben titokban szerzetesi örökfogadalmat tett, majd 1951. július 29-én a székesfehérvári egyházmegyében pappá szentelték.
Felszentelése után Nagytétényben és Törökbálinton káplán, majd huszonhét évig plébános egy Budapest környéki munkáskerületben, a Baross Gábor telepen.lelkipásztori munkája mellett a Magyar Katolikus Püspöki Kar Egyházművészeti Tanácsának vezetője, a Liturgikus Lexikon társszerzője.
A rendszerváltás után 70 évesen rendi elöljárói utasításra a Pécsi Ciszterci Rendház főnöke lett. A Ciszterci Rend Pécsi Nagy Lajos Gimnáziuma támogatására alapítványt hozott létre, tanári lelkigyakorlatokat, továbbképzéseket szervezett, létrehozta a ciszterci öregdiákok szervezetét, közben megtanult a számítógéppel bánni és szerkesztette az iskola újságját. Élete egyik főműve a gimnázium egyházi iskolaként való újraindítása.

## Művei
- Verbényi István - Arató Miklós Orbán: Liturgikus lexikon.

## További irodalom
- A Ciszterci Rend Pécsi Nagy Lajos Gimnáziumának évkönyve a 2003/2004. tanévről. Szerk. Antal Emília, Csekőné Kádas Klára, Kalász Gyula. – Pécs : Ciszterci Rend Nagy Lajos Gimnáziuma, 2004. – p. 34-55.
- A Ciszterci Rend Nagy Lajos Gimnáziumának jubileumi évkönyve a 2011/2012. iskolai évről. Szerk. Csekőné Kádas Klára. – Pécs : Ciszterci Rend Nagy Lajos Gimnáziuma, 2012. – p. 138-141.
- Pécs lexikon. Főszerk. Romváry Ferenc. – Pécs : Pécs Lexikon Kulturális Nonprofit Kft., 2010.
- Fehér/Fekete, 2001.2:5.; 2003.4:2-5, 30-31.; 2004. húsvét:5-6.; 2010. Veni Sancte:2.
- Keresztény Élet, 1996.02.25:5.; 2003.11-23:4.
- Pécsi Szemle, 2003. tél:134-135.
- Új Dunántúli Napló, 2000.01.31:7.; 2003.10.18:9.; 2003.11.08:9.
- Új Ember, 2003.11.09:6.